# Nakambé (région)
Pour les articles homonymes, voir Nakambé.
Nakambé, anciennement appelée Centre-Est, est l’une des 17 régions administratives du Burkina Faso, selon le découpage territorial révisé adopté le 2 juillet 2025.

## Histoire
La région a été administrativement créée le 2 juillet 2001, en même temps que 12 autres.
Avant le 2 juillet 2025, la région est connue sous le nom de Centre-Est. Elle prend officiellement le nom de Nakambé dans le cadre d’une réforme administrative visant à valoriser des dénominations à caractère endogène.
Le nom Nakambé est un hydronyme tiré de l’un des principaux cours d’eau du Burkina Faso, qui traverse la région. Il correspond à l’appellation locale du fleuve Volta blanche, dont la dénomination Nakambé a été adoptée durant la Révolution démocratique et populaire.

## Géographie

### Démographie
Population :
- estimée à 854 000 habitants en 1996.
- estimée à 1 343 079 habitants en 2012.

## Administration
Le chef-lieu de la région est établi à Tenkodogo.

### Gouverneurs
- Allahidi Diallo (2012-2019).
- Antoine Ouédraogo (2019-).

### Provinces
La région Centre-Est comprend 3 provinces :
- le Boulgou,
- le Koulpélogo,
- le Kouritenga.